# أوشنس 8
أوشنس 8 (بالإنجليزية: Ocean's 8)‏ هو فيلم سرقة كوميدي أمريكي أنتج في يونيو 2018، وهو من إخراج غاري روس وبطولة ساندرا بولوك وكيت بلانشيت وآن هاثاواي وميندي كالينغ وسارة بولسون وأوكوافينا وريانا وهيلينا بونهام كارتر، تم البدأ بتصوير الفيلم في 25 أكتوبر 2016 في نيويورك وتم عرضه في 8 يونيو 2018 وتوزيعه عن طريق شركة وارنر برذرز.

## القصة
قصة الفيلم تتكلم عن ديبي شقيقة داني أوشن وألتي تستعد لعملية سرقة ستكون الأكبر في القرن في حفل النجوم السنوي في نيويورك وتقابل كل من لو وروز وناين بول وتامي وأميتا وكونستانس لأجل التخطيط لعملية السرقة.

## البطولة
- ساندرا بولوك بدور ديبي أوشن
- كيت بلانشيت بدور لو
- آن هاثاواي بدور دافنه كلوغر
- ميندي كالينغ بدور أميتا
- سارة بولسون بدور تامي
- ريانا بدور ناين بول
- هيلينا بونهام كارتر بدور روز
- أوكوافينا بدور كونستانس
- داميان لويس بدور عشيق ديبي السابق
- ريتشارد ارميتاج بدور كلود بيكر
- جيمس كوردن بدور قريبة ديبي
- مات ديمون بدور لينوس كالدويل
- كارل راينر بدور سول بلوم

## وصلات خارجية
- أوشنس 8 على موقع IMDb (الإنجليزية)
- أوشنس 8 على موقع ميتاكريتيك (الإنجليزية)
- أوشنس 8 على موقع الموسوعة البريطانية (الإنجليزية)
- أوشنس 8 على موقع روتن توميتوز (الإنجليزية)
- أوشنس 8 على موقع نتفليكس (الإنجليزية)
- أوشنس 8 على موقع قاعدة بيانات الأفلام العربية
- أوشنس 8 على موقع ألو سيني (الفرنسية)
- أوشنس 8 على موقع Turner Classic Movies (الإنجليزية)
- أوشنس 8 على موقع أول موفي (الإنجليزية)
- أوشنس 8 على موقع بوكس أوفيس موجو (الإنجليزية)

- أوشن 8 على قاعدة بيانات الأفلام على الإنترنت